# Félix Bungener

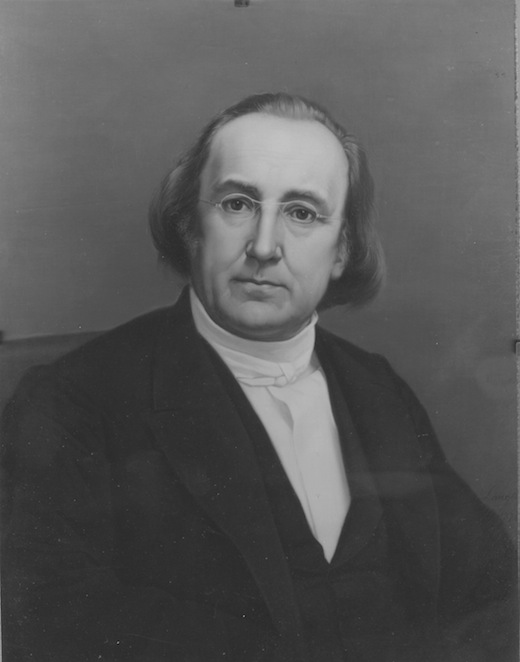

Laurence Louis Félix Bungener, född den 29 september 1814 i Marseille, död den 14 juni 1874, var en schweizisk reformert teologisk skriftställare.
Bungener, som hade tyska föräldrar, studerade 1832-1838 teologi i Genève och blev 1840, sedan medborgarskap förvägrats honom i Frankrike och Tyskland, naturaliserad schweizare. År 1843 blev han rektor vid gymnasiet i Genève, en tjänst som året efter revolutionen 1847 fråntogs honom av den radikala regeringen. Han levde sedan huvudsakligen på sitt skriftställarskap och utvecklade tillika en omfattande verksamhet för att hejda den framträngande ultramontanismen. Sitt stora rykte grundlade Bungener härunder genom en rad arbeten, som i romanform idealiserade protestantismen och har blivit översatta till nästan alla europeiska språk. 
De främsta av dessa arbeten är Histoire du concile de Trente (1846, 2:a upplagan 1854), Trois sermons sous Louis XV (1849, 6:e upplagan 1902; svensk översättning "Kyrka, hof och samhälle under Ludvig XV", 1874), Voltaire et son temps (1851), Julien ou la fin d'un siècle (1854; "Julien eller slutet af ett sekel", 1875-76), Christ et le siècle (1856) och Saint Paul; sa vie, son œuvre et ses épitres (1867; "Paulus, hans lif, verk och bref", 1868). De franska protestanterna har i honom velat se en av den franska litteraturens märkesmän. Bungeners sista arbete var Rome et le vrai. Études sur la littérature catholique contemporaine (1873).